# Ingrid Siebeke
Ingrid Siebeke (* 4. Mai 1924 in Essen-Rüttenscheid als Ingrid Magis; † 9. Dezember 2018) war eine deutsche Politikerin (CDU).
Sie war von 1975 bis 1994 Bürgermeisterin der Kreisstadt Mettmann.

## Leben
Siebeke wurde als 10. Kind der Eheleute Hans und Lilly Magis in Essen geboren. Nach ihrem Abitur studierte sie Humanmedizin; zunächst in Leipzig, ab 1945 in Bonn, wo sie auch ihren späteren Ehemann, den Wirtschaftsanwalt Friedrich-Wilhelm Siebeke, kennenlernte. Sie bekam sechs Kinder und absolvierte dadurch bedingt erst im Jahr 1956 ihr Staatsexamen. Anschließend war sie als Ärztin in einem Bonner Krankenhaus tätig.

## Politische Karriere
1961 trat Siebeke der CDU bei und wurde 1964 in den Rat der damals noch selbstständigen Gemeinde Metzkausen gewählt. Am 23. Mai 1975 wurde sie Bürgermeisterin der Nachbarstadt Mettmann.
Eine ihrer ersten Herausforderungen war die Gebietsreform in Nordrhein-Westfalen, die mit erheblichen Veränderungen von Gebietskörperschaften einherging – unter anderem einer kompletten Neugliederung des Kreises Mettmann. Dabei wurde auch Metzkausen nach Mettmann eingemeindet.
Siebeke engagierte sich auch für die Städtepartnerschaften mit dem französischen Laval und dem Kreis Osjorsk (damals Sowjetunion, heute Russland).
Im Jahr 1993 löste sie mit der „Bügeleisen-Affäre“ einen kleinen kommunalpolitischen Skandal aus, als sie zur Eröffnung eines Frauenhauses ein Bügeleisen als Geschenk brachte und darauf verwies, dass sich dies einerseits eigne, die Oberhemden der Ehemänner zu bügeln, als auch Streitigkeiten auszutragen, was von vielen Beobachtern als unpassend empfunden wurde. Siebeke rechtfertigte ihre Äußerungen damit, dass sie missverstanden worden sei, und blieb im Amt.
1994 stellte sie sich nicht mehr zur Wiederwahl als Bürgermeisterin.
Siebeke war Trägerin des Bundesverdienstkreuzes am Bande und Ehrenbürgermeisterin der Stadt Mettmann.
Sie starb am 9. Dezember 2018 nach langer Krankheit im Alter von 94 Jahren.

## Quelle
- Bericht in der Rheinischen Post zu ihrem 85. Geburtstag

| Personendaten    | Personendaten                                                    |
| ---------------- | ---------------------------------------------------------------- |
| NAME             | Siebeke, Ingrid                                                  |
| ALTERNATIVNAMEN  | Magis, Ingrid (Geburtsname)                                      |
| KURZBESCHREIBUNG | deutsche Kommunalpolitikerin (CDU), Bürgermeisterin von Mettmann |
| GEBURTSDATUM     | 4. Mai 1924                                                      |
| GEBURTSORT       | Essen-Rüttenscheid                                               |
| STERBEDATUM      | 9. Dezember 2018                                                 |